# Mythology V / Power of fate
|  | Denne artikel er oprettet af botten PalnaBot ud fra en ekstern database. Den kan derfor have sproglige fejl eller mangler. Denne skabelon kan fjernes efter kontrol af indholdet. |

Mythology V / Power of fate er en eksperimentalfilm fra 1991 instrueret af Per Morten Abrahamsen efter manuskript af Per Morten Abrahamsen.

## Handling
Ansigter / kroppe i opløsning / fisk.